# كيسي ساندرز
كيسي ساندرز (23 أكتوبر 1979 - ) (بالإنجليزية: Casey Sanders)‏ هو لاعب كرة سلة أمريكي في مركز الوسط. لعب مع رونوك دازل ‏.

## وصلات خارجية
- كيسي ساندرز على موقع كرة السلة الأوروبية.كوم (الإنجليزية)
- كيسي ساندرز على موقع كلية كرة السلة في سبورتس رفرنس.كوم (الإنجليزية)
- كيسي ساندرز على موقع ريلجم (الإنجليزية)
- كيسي ساندرز على موقع بروبوليرز (الإنجليزية)
- كيسي ساندرز على موقع سبورتس رفرنس (الإنجليزية)